# Хабайдак
Хабайда́к — посёлок в Партизанском районе Красноярского края, входит в состав муниципального образования Минский сельсовет. Посёлок входил в водоохранную зону согласно постановлению администрации края от 15.09.1998 № 514-п о водоохранных зонах водных объектов на территории населённых пунктов.

## География
Расположен на реке Хабайдак у ручья Чижиков в 67 км юго-западнее Партизанского.

## История
В июне 1948 года в Хабайдак прибыли ссыльные литовцы в составе около 250 человек. Они начали составлять большинство населения посёлка. Новые жители занимались лесорубством, загружали и перевозили бревна, также работали в строительстве домов и дорог. Многие голодали, были покалечены или скончались на работах. С 1956 по 1958 годы многие вернулись в Литву. В 1989—1990 годах посетившая Хабайдак экспедиция из Литвы многие литовские останки захоронений доставили в Литву.
В июле 1968 года в Хабайдаке был снят объект «коса» для кинофильма Хозяин тайги.

## Население
| 2010 |
| ---- |
| 199  |